# Ptilosphen conveniens
Ptilosphen conveniens är en tvåvingeart som beskrevs av Wulp 1897. Ptilosphen conveniens ingår i släktet Ptilosphen och familjen skridflugor. Inga underarter finns listade i Catalogue of Life.